# Marcela Posada
Marcela Patricia Posada Arbeláez (Manizales, 10 de febrero de 1971) es una actriz y modelo colombiana, reconocida por haber interpretado a Sandra Patiño en la serie de Fernando Gaitán Yo soy Betty, la fea, y Betty La Fea, La Historia Continúa,  y a Ruby Palacino en Enfermeras, de Canal RCN.

## Trayectoria
Inició su carrera en el modelaje cuando era apenas una adolescente, participando en concursos y desfiles y llegando a representar a su país en el certamen Miss Piel Canela Internacional celebrado en la ciudad de Acapulco, México. Tras el fallecimiento de su madre que fue durante años un gran apoyo para impulsar su carrera en el modelaje, Marcela se trasladó a la ciudad de Bogotá para estudiar actuación en la academia Rubén Di Pietro.
Su debut en televisión se dio en la serie Hombres de honor, donde interpretó a la Teniente Cardona. También obtuvo papeles menores en producciones como Doctor enigma, Conjunto cerrado, La mujer en el espejo y Dos mujeres, antes de lograr reconocimiento internacional interpretando a Sandra Patiño en la popularísima telenovela del canal RCN, Yo soy Betty, la fea, producción que fue traducida a más de 25 idiomas y emitida en más de 180 países. Luego de su participación en Betty la fea apareció en otras producciones como Pobre Pablo (2000), Ecomoda (2001), En los tacones de Eva (2006), ¿Quién amará a María? (2008), 5 viudas sueltas y Mentiras perfectas (2013).
En el 2014 se retiró temporalmente de la actuación y se mudó de nuevo a Manizales para emprender una campaña política aspirando a una curul en el Senado de la República. En 2015 regresó a la televisión con Sala de urgencias, y le siguieron trabajos en La ley del corazón, El final del paraíso y Enfermeras, entre otras.

## Filmografía

### Televisión
| Año       | Título                              | Persoanje                            | Canal              |
| --------- | ----------------------------------- | ------------------------------------ | ------------------ |
| 2024-2025 | Betty, la fea: la historia continúa | Sandra Patiño                        | Amazon Prime Video |
| 2020      | Verdad oculta                       | Fanny Henao                          | Canal RCN          |
| 2019-2021 | Enfermeras                          | Dra. Ruby Palacino                   | Canal RCN          |
| 2019      | El man es Germán                    | Sandra Patiño (Episodio 132)         | Canal RCN          |
| 2019      | El final del paraíso                | Leticia de Maldonado                 | Telemundo          |
| 2016-2017 | La ley del corazón                  | Elvira Diaz                          | Canal RCN          |
| 2015      | Sala de urgencias                   | Magaly                               | Canal RCN          |
| 2013-2014 | 5 viudas sueltas                    | Alejandra                            | Caracol Televisión |
| 2013-2014 | Mentiras perfectas                  |                                      | Caracol Televisión |
| 2013      | La Madame                           | Heidy                                | Caracol Televisión |
| 2012-2013 | Pobres Rico                         | Detective Moncada                    | Canal RCN          |
| 2012      | Historias clasificadas              | Melissa                              | Canal RCN          |
| 2011      | Infiltrados                         |                                      | Caracol Televisión |
| 2010-2011 | A corazón abierto                   | Laura Cruz                           | Canal RCN          |
| 2009-2010 | Amor en custodia                    | Coral                                | Canal RCN          |
| 2008      | ¿Quién amará a María?               | Secretaria                           | Caracol Televisión |
| 2008      | Sin retorno                         | Luz Amparo                           | Canal RCN          |
| 2008      | Infieles anonimos                   | Catherine                            | Canal RCN          |
| 2007      | Zona rosa                           | Silvana                              | Canal RCN          |
| 2006-2008 | En los tacones de Eva               | Kitty Ramírez                        | Canal RCN          |
| 2004-2005 | Todos quieren con Marilyn           | Yolanda                              | Canal RCN          |
| 2003      | Francisco el Matemático             | Natalia Vanegas (Actuación Especial) | Canal RCN          |
| 2001-2002 | Ecomoda                             | Sandra Patiño                        | Canal RCN          |
| 2000-2002 | Pobre Pablo                         | Milady                               | Canal RCN          |
| 1999-2001 | Yo soy Betty, la fea                | Sandra Patiño                        | Canal RCN          |
| 1995      | Hombres de honor                    |                                      | Canal RCN          |